# Сабо, Золтан
Золтан Сабо (венг. Szabó Zoltán, род.24 ноября 1965) — венгерский математик, лауреат международных премий.

## Биография
Родился в 1965 году в Будапеште. В 1990 году получил степень бакалавра в Будапештском университете, в 1994 году получил степень Ph.D. в Ратгерском университете в США.

## Награды
- Премия Веблена по геометрии (2007)
- Почётный член Венгерской академии наук (2010)